# Brachyhypopomus occidentalis
Brachyhypopomus occidentalis är en fiskart som först beskrevs av Regan, 1914.  Brachyhypopomus occidentalis ingår i släktet Brachyhypopomus och familjen Hypopomidae. Inga underarter finns listade.